# Central Geral de Sindicatos Independentes e Livres de Angola
A Central Geral de Sindicatos Independentes e Livres de Angola (CGSILA) é uma central sindical que opera em Angola. Em 2012 contava com 93.000 membros filiados.
Foi fundada em 8 de junho de 1996 por Manuel Maria Difuila, professor universitário e até então chefe de relações exteriores da União Nacional dos Trabalhadores Angolanos (UNTA). Sua formação deu-se pela união de nove sindicatos: Sindicato Nacional dos Professores e Trabalhadores do Ensino não Universitário, Sindicato dos Jornalistas Angolanos, Sindicato dos Ferroviários de Angola, Sindicato Nacional dos Trabalhadores do Café, Sindicato Nacional dos Trabalhadores da Saúde, Sindicato Nacional dos Trabalhadores não Docentes do Ensino Superior, Sindicato Nacional dos Professores do Ensino Superior e Sindicato Independente dos Serviços Turísticos, Hoteleiros e Comerciais de Angola.
Manuel Maria Difuila foi presidente do sindicato até ser expulso por violação dos estatutos, e no III Congresso de 2012 foi substituído pelo jornalista Avelino Miguel. Em seguida foi eleito como secretário-geral o advogado Francisco Jacinto Gaspar que, em 2017, organizou uma greve docente onde denunciava que empresas estrangeiras se utilizavam de trabalho infantil em Angola.
É filiada à Confederação Sindical dos Países da Língua Portuguesa (CSPLP), ao Conselho de Coordenação Sindical da África Austral (SATUCC) e à Organização Regional Africana da Confederação Sindical Internacional (ITUC-Africa).